# 畸變
在几何光学中，畸变（英語：distortion）是光学系统的横向放大率随物点光束的主光线和主光轴间所成的夹角而变，致使像的几何形状与物不能严格相似的现象。畸变成像偏離直線投影（直線在投影後仍維持直線的投影），属于一种像差，即在像场中横向放大率随着离光轴的距离改变而改变的一种像差。
当横向放大率随夹角增加而增大时，所产生的畸变称为正畸变（positive distortion）或称枕形畸变 （pillow distortion），反之为负畸变（negative distortion）或称桶形畸变（barrel distortion）。
畸变和球面像差、彗形像差、色差、佩兹瓦尔像场弯曲及像散不同，後面幾種像差會影響影像的精細度，但不會改變圖案（直線在投影後仍是直線，但會因為像差而變模糊），而畸變會改變圖案本身形狀。畸變与物像点离光轴的垂直高度的立方成正比，因此，物像四角的畸變比物像的四边的畸變程度大:56。

## 分類
畸變可能是不規則的，且有許多不同的模式。但很常見的畸變是輻射對稱的，是因為鏡頭的對稱性所產生。這類畸變可以分為桶形畸變或枕形畸变。

桶形畸变
桶形畸变（barrel distortion）下，影像的放大率隨著和光轴的距離減少。看到的效果是類似影像放在球面（或木桶）上的效果。鱼眼镜头可以取半個球面的影像，就是利用這種畸变將無窮寬的視野縮到有限的區域內。变焦镜头的桶形畸变出現在一半焦距的位置，在廣角範圍的端點最嚴重。

凹球面透鏡較常出現桶形畸变。
枕形畸变
枕形畸变（pincushion distortion），影像的放大率隨著和光轴的距離增加。視覺的效果是不通過圖形中心的直線會往內彎曲，類似枕形。

凸球面透鏡較常出現枕形畸变。
鬍形畸變
鬍形畸變（mustache distortion）是上述兩種的混合，較少見，但不算非常罕見，在靠近影像中心處是枕形畸变，往外擴展時慢慢變成枕形畸变，在圖的上半部的橫線會類似翹八字鬍。

### 詞語由來
上述畸變的名稱來自有類似外形的日常事物。

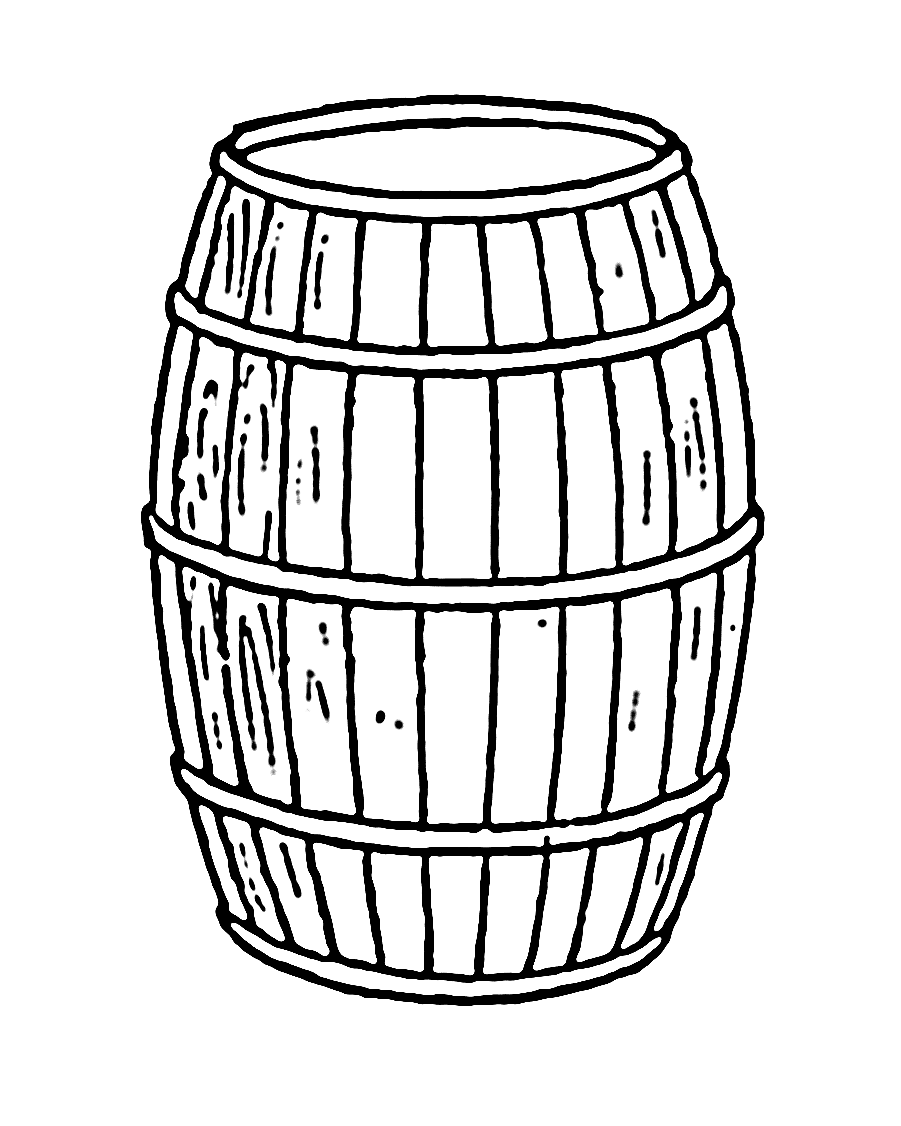
在桶形畸变中，直線會往外膨脹，類似木桶。
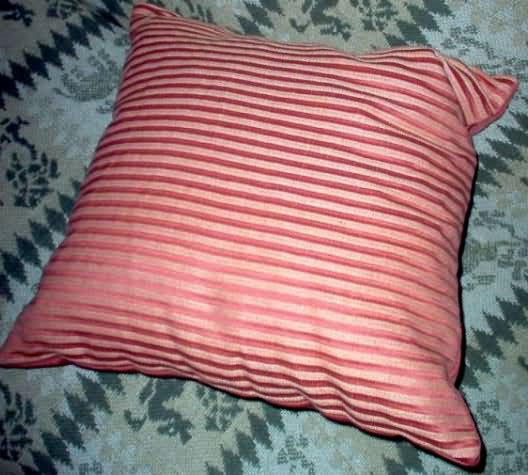
在枕形畸变中，方形的四角會往外伸長，類似座墊。
在鬍形畸變中，水平線會先在中心部位突出，再往另一個方向彎曲，類似翹八字鬍（英语：handlebar mustache）

### 出現畸變的情形

globe effect（右邊）和沒有globe effect（左邊）比較的動畫

攝影中的畸變特別和变焦镜头有關，特別是大畫幅鏡頭，不過也會在定焦鏡頭上出現，和其焦距有關。例如佳能 EF 50mm 鏡頭 f/1.4 在極短焦距下會有桶形畸变。廣角鏡頭可能會出現桶形畸变，且常出現在容易出現在变焦镜头的廣角端點，枕形畸变會出現在較舊或是低階的遠攝鏡頭上。鬍形畸變特別會在变焦镜头的視野末端出現，特別是後焦距鏡頭，最近也在大範圍变焦镜头（像是尼康  18–200 mm）上出現。
在光學儀器中（例如双筒望远镜）會有一些枕形畸变，目的是為了抵消globe effect。

徑向畸變可以由其對同心圓（例如箭靶）的影響來理解

在理解這類畸变時，需記得這些是徑向畸變，探討的光學系統有旋转对称（省略非徑向的缺陷），因此正確的測試影像會是一組均勻分隔的同心圓（類似箭靶）。可以看出這些畸變會讓同心圓變成不是均勻分隔。像枕形畸变就是外圍的圓圈彼此之間的距離會較遠。而桶形畸变就是外圍的圓圈彼此之間的距離會較近。

## 軟體修正

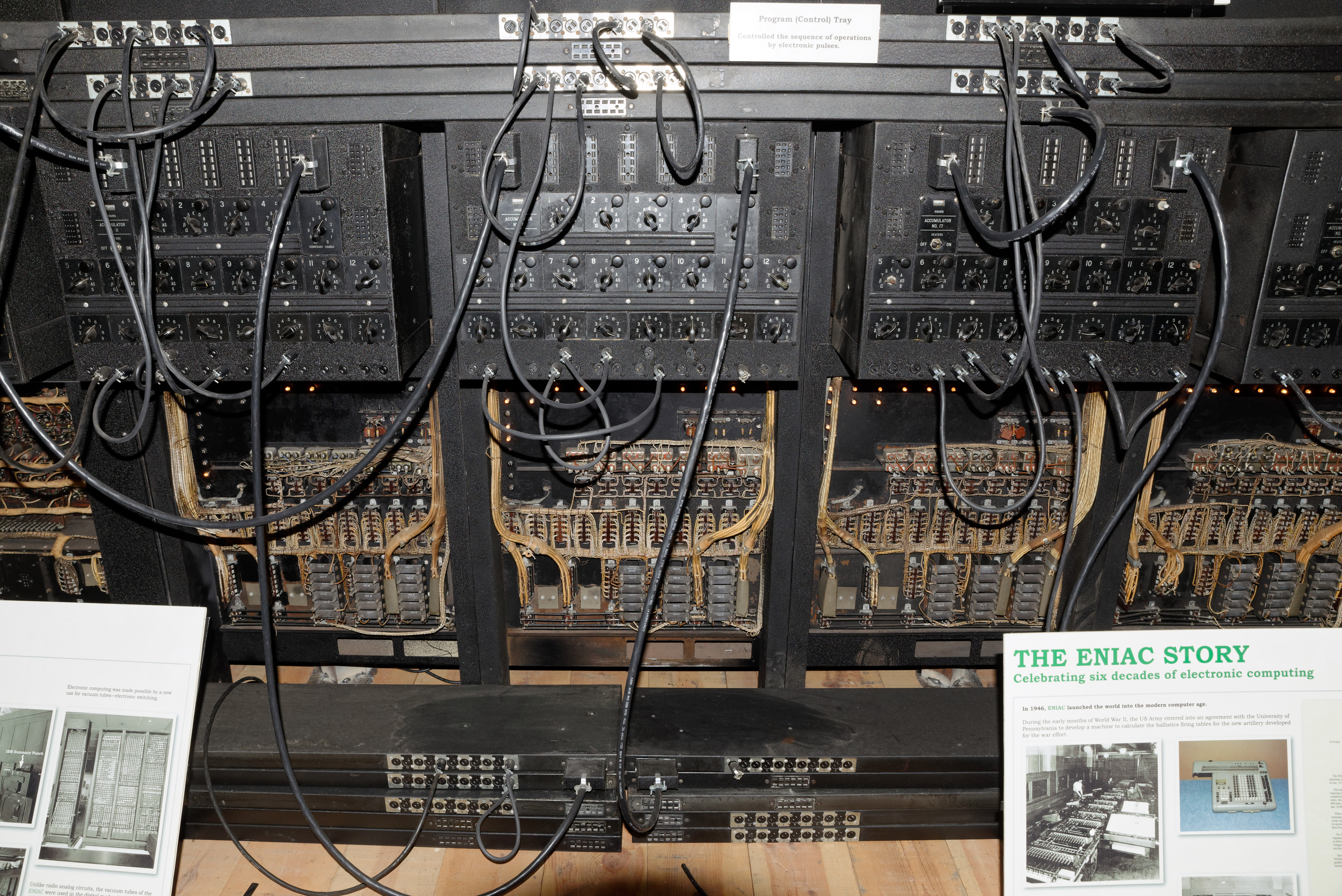
有未修正桶形畸變的圖（26mm）

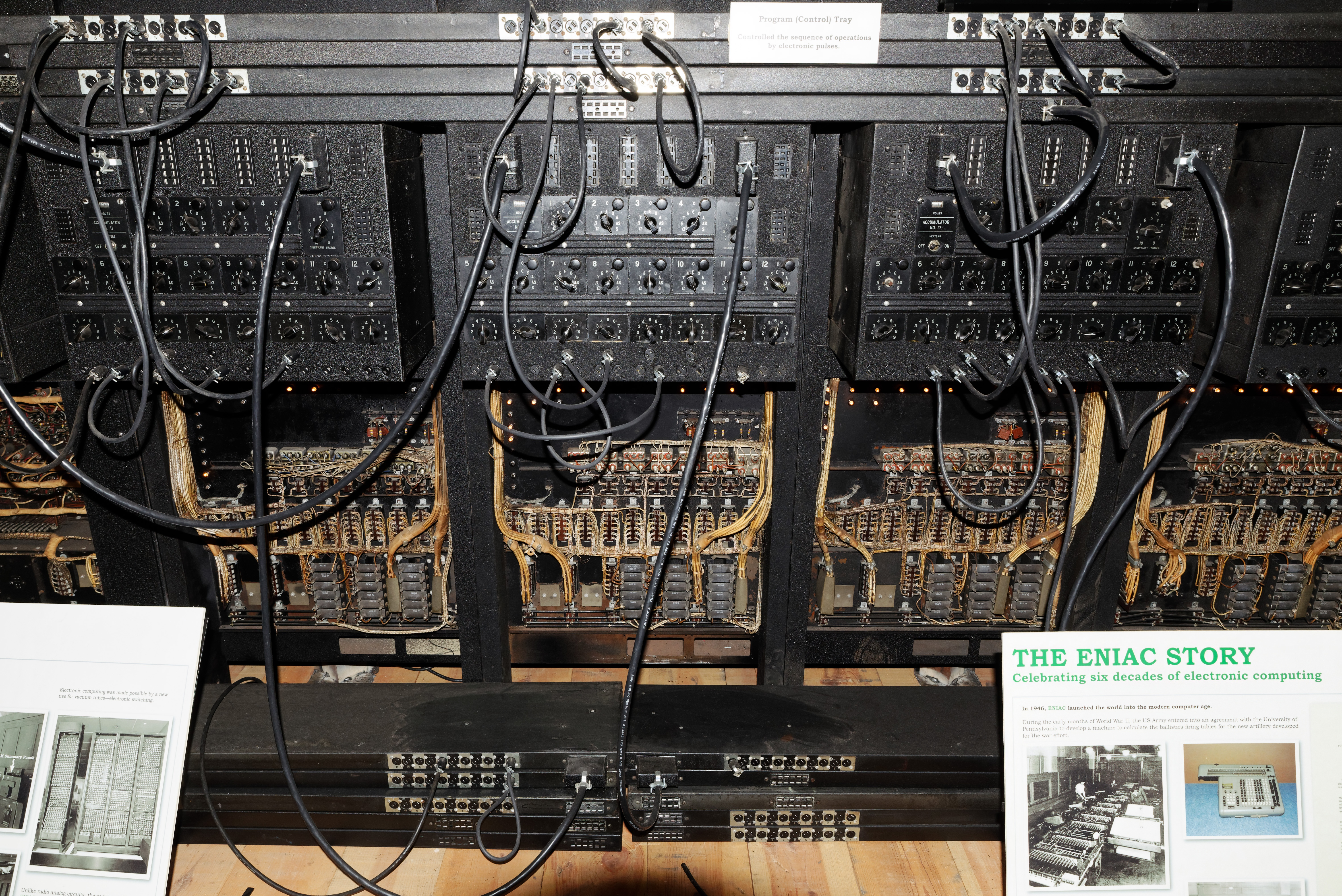
桶形畸變已被修正的圖（圖中的電腦是ENIAC電腦）

徑向畸變主要是以低階徑向成份為主，可以用Brown畸變模型來修正，因為Conrady早期的研究，也稱為Brown–Conrady模型。 Brown–Conrady模型可以修正徑向畸變以及因為各鏡頭沒有對正而產生的切線畸變。切線畸變也稱為「離心畸變」。可參考Zhang有關徑向畸變的進一步討論。Brown-Conrady畸變模型為
{\displaystyle {\begin{alignedat}{3}x_{\mathrm {u} }=x_{\mathrm {d} }&+(x_{\mathrm {d} }-x_{\mathrm {c} })(K_{1}r^{2}+K_{2}r^{4}+\cdots )+(P_{1}(r^{2}+2(x_{\mathrm {d} }-x_{\mathrm {c} })^{2})\\&+2P_{2}(x_{\mathrm {d} }-x_{\mathrm {c} })(y_{\mathrm {d} }-y_{\mathrm {c} }))(1+P_{3}r^{2}+P_{4}r^{4}\cdots )\\y_{\mathrm {u} }=y_{\mathrm {d} }&+(y_{\mathrm {d} }-y_{\mathrm {c} })(K_{1}r^{2}+K_{2}r^{4}+\cdots )+(2P_{1}(x_{\mathrm {d} }-x_{\mathrm {c} })(y_{\mathrm {d} }-y_{\mathrm {c} })\\&+P_{2}(r^{2}+2(y_{\mathrm {d} }-y_{\mathrm {c} })^{2}))(1+P_{3}r^{2}+P_{4}r^{4}\cdots ),\end{alignedat}}}
其中
- {\displaystyle (x_{\mathrm {d} },\ y_{\mathrm {d} })}是用特定透鏡透視到影像平面的畸變影像點
- {\displaystyle (x_{\mathrm {u} },\ y_{\mathrm {u} })}是用理想針孔相機透視到影像平面的無畸變影像點
- {\displaystyle (x_{\mathrm {c} },\ y_{\mathrm {c} })}是畸變中心
- {\displaystyle K_{n}}是第{\displaystyle n}次徑向畸變係數
- {\displaystyle P_{n}}是第{\displaystyle n}次切線畸變係數
- {\displaystyle r} = {\displaystyle {\sqrt {(x_{\mathrm {d} }-x_{\mathrm {c} })^{2}+(y_{\mathrm {d} }-y_{\mathrm {c} })^{2}}}}，畸變點以及畸變中心的欧几里得距离[7]

桶形畸變的{\displaystyle K_{1}}會是負值，而枕形畸變對應值則是正值。鬍形畸變會有非單調的徑向畸變幾何數列，在特定的{\displaystyle r}處會變號。
若要為軸向畸變建模，以下的除法模型可以有比Brown-Conrady偶數階模型更準確的結果。
{\displaystyle {\begin{aligned}x_{\mathrm {u} }&=x_{\mathrm {c} }+{\frac {x_{\mathrm {d} }-x_{\mathrm {c} }}{1+K_{1}r^{2}+K_{2}r^{4}+\cdots }}\\y_{\mathrm {u} }&=y_{\mathrm {c} }+{\frac {y_{\mathrm {d} }-y_{\mathrm {c} }}{1+K_{1}r^{2}+K_{2}r^{4}+\cdots }},\end{aligned}}}
參數和以前定義的相同。針對軸向畸變，此模型比Brown–Conrady模型要好用，需要的項次較少，即可更精確的描述嚴重的畸變。若使用此模型，大部份的相機只需要一項即可描述。
軟體可以用图像扭转的作法，對圖像加反向的畸變來復原影像。這需要確認已畸變的像素對應未畸變的哪一個像素，因為模型非線性，此對應不是顯然的。
畸變或去畸變都需要兩組係數，或是找到非線性模型的反函數，一般來言，反函數是沒有解析解的。標準的作法包括近似、局部線性化以及迭代法都可以使用。各精準度以及計算需要的資源各有不同。
若是使用一階的除法模型，其去畸變問題存在解析解，畸變的像素為
{\displaystyle {\begin{aligned}x_{\mathrm {d} }&=x_{\mathrm {c} }+{\frac {x_{\mathrm {u} }-x_{\mathrm {c} }}{2K_{1}r_{u}^{2}}}(1-{\sqrt {1-4K_{1}r_{u}^{2}}})\\y_{\mathrm {d} }&=y_{\mathrm {c} }+{\frac {y_{\mathrm {u} }-y_{\mathrm {c} }}{2K_{1}r_{u}^{2}}}(1-{\sqrt {1-4K_{1}r_{u}^{2}}}),\end{aligned}}}
其中
- {\displaystyle r_{u}} = {\displaystyle {\sqrt {(x_{\mathrm {u} }-x_{\mathrm {c} })^{2}+(y_{\mathrm {u} }-y_{\mathrm {c} })^{2}}}}是點相對中心的歐氏距離。